# Salles (Rhône)
Pour les articles homonymes, voir Salles.
Salles, également appelé Salles-en-Beaujolais, est une ancienne commune française du département du Rhône. Le 1er janvier 1976, Salles fusionne avec Arbuissonnas, pour former former la nouvelle commune de Salles-Arbuissonnas-en-Beaujolais, dont Salles constituera le chef-lieu. 

## Histoire
Le 1er janvier 1976, la commune fusionne avec Arbuissonnas pour former Salles-Arbuissonnas-en-Beaujolais.

## Politique et administration

### Liste des maires
| Période | Période | Identité                 | Étiquette | Qualité                            |
| ------- | ------- | ------------------------ | --------- | ---------------------------------- |
| 1792    |         | BRONDEL                  |           |                                    |
| 1815    |         | Antoine THOMAS           |           |                                    |
| 1830    |         | Jacques JOUCHIOUX        |           |                                    |
| 1838    |         | Antoine METRA            |           |                                    |
| 1843    |         | Jean BLANC               |           |                                    |
| 1848    |         | Jean-Baptiste LAVEUR     |           |                                    |
| 1860    |         | Louis DAMIRON            |           |                                    |
| 1863    |         | Claude Jean-Marie BLANC  |           |                                    |
| 1870    |         | Jean DUBY                |           |                                    |
| 1873    |         | Antoine FABRE            |           |                                    |
| 1874    |         | Claude-Marie BLANC       |           |                                    |
| 1876    |         | Jean-Baptiste LAVEUR     |           |                                    |
| 1878    |         | DUBY                     |           |                                    |
| 1884    |         | Claude DUGELAY           |           |                                    |
| 1888    |         | Jean DUBY                |           |                                    |
| 1890    |         | Emile VERSET             |           |                                    |
| 1911    |         | Nicolas-Claudius POLLOCE |           |                                    |
| 1914    |         | DESIGAUD                 |           | Conseiller faisant office de maire |
| 1919    |         | Nicolas-Claudius POLLOCE |           |                                    |
| 1942    |         | Sébastien VERMOREL       |           | maire par délégation               |
| 1944    |         | Nicolas-Claudius POLLOCE |           |                                    |
| 1945    |         | Albert LONGERE           |           |                                    |
| 1953    |         | Jean AUGER               |           |                                    |

## Population et société

### Démographie
| 1793 | 1800 | 1806 | 1821 | 1831 | 1836 | 1841 | 1846 | 1851 |
| ---- | ---- | ---- | ---- | ---- | ---- | ---- | ---- | ---- |
| 371  | 371  | 408  | 365  | 409  | 432  | 460  | 491  | 492  |

| 1856 | 1861 | 1866 | 1872 | 1876 | 1881 | 1886 | 1891 | 1896 |
| ---- | ---- | ---- | ---- | ---- | ---- | ---- | ---- | ---- |
| 472  | 484  | 528  | 464  | 494  | 445  | 438  | 404  | 400  |

| 1901 | 1906 | 1911 | 1921 | 1926 | 1931 | 1936 | 1946 | 1954 |
| ---- | ---- | ---- | ---- | ---- | ---- | ---- | ---- | ---- |
| 425  | 430  | 397  | 343  | 348  | 343  | 353  | 271  | 274  |

| 1962 | 1968 | - | - | - | - | - | - | - |
| ---- | ---- | - | - | - | - | - | - | - |
| 289  | 340  | - | - | - | - | - | - | - |

## Culture locale et patrimoine

### Lieux et monuments
- Le site de Salles-Arbuissonnas-en-Beaujolais est classé et une zone de protection a été mise en place autour de l’église de Salles[3] afin de préserver la place devant celle-ci, la cour du chapitre, la place du chapitre et les maisons du chapitre XVIIIe siècle qui la bordent.

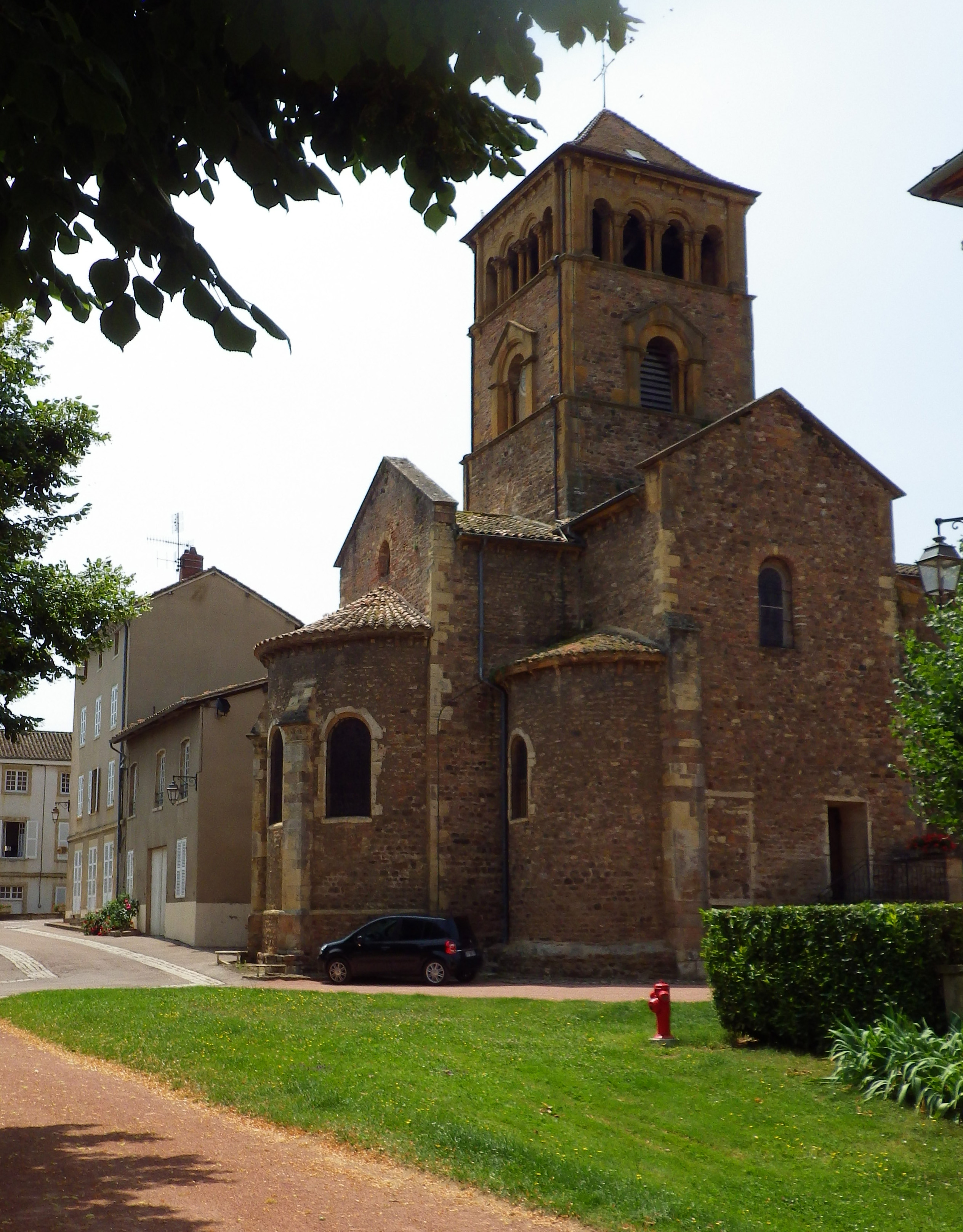
Abside de l'église face est.

- Les vestiges du prieuré clunisien Saint-Martin-de-Salles. À voir : 
  - la façade avec sa porte romane,
  - le porche en style gothique flamboyant,
  - le cloître du Xe siècle et sa galerie du XIIe siècle, voûtée avec des ogives à colonnes doubles en pierres dorées[4],
  - la salle capitulaire du XVe siècle, voûtée d’ogives,
  - les fresques du XVe siècle;
  - la chaire priorale du XVIe siècle,
  - les stalles de style Renaissance et XVIIIe siècle.

## Pour approfondir